# Nadifloxacină
Nadifloxacina este un antibiotic din clasa fluorochinolonelor de generația 2-a, care poate fi utilizată în tratamentul infecțiilor bacteriene ale pielii, în special acneea.